# Immunité diplomatique (nouvelle)
Pour les articles homonymes, voir Immunité diplomatique et Immunité diplomatique (homonymie).
Immunité diplomatique (Diplomatic Immunity) est une nouvelle de science-fiction écrite par Robert Sheckley, publiée en août 1953 dans Galaxy Science Fiction.

## Publications
- Publications aux États-Unis

La nouvelle a été publiée pour la première fois aux États-Unis en août 1953 dans Galaxy Science Fiction.
Elle a ensuite été publiée dans diverses anthologies ou divers recueils, notamment dans The Collected Short Fiction of Robert Sheckley (plusieurs éditions).
- Publications en France

La nouvelle a été publiée en France dans l'anthologie Douces Illusions (p. 135 à 160), parue en 1978. Le recueil a fait l'objet d'une réédition en 1987.
- Publications dans d'autres pays
  - Édition en italien sous le titre Ama il tuo prossimo (1967)[1],
  - Édition en allemand sous le titre Diplomatische Immunität (1969)[2].

## Résumé
Un ambassadeur d'une civilisation extraterrestre vient de se poser sur Terre. Il a envoyé un signal en direction de sa planète. Les humains ont peur de voir arriver, d'ici quelques décennies, une flotte d'invasion alien. 
Ils interrogent l'Ambassadeur esseulé, mais celui-ci refuse de répondre à leurs questions. Les humains veulent donc le tuer. Le problème est que l'extraterrestre dispose de ressources physiques et extrasensorielles lui permettant d'éluder toutes les tentatives d'assassinat à son encontre. 
Les militaires chargés de le mettre hors de nuire, Darrig et Cercy, découvrent qu'il parvient à se transformer dans la même nature que l’arme employée, au niveau sub-atomique. Comment faire pour le détruire ? Darrig et Cercy parviennent en fin de compte à l'annihiler en utilisant la théorie du chaos. La dernière phrase de la nouvelle est : « Quelque chose me dit que demain nous allons nous attaquer aux différents moyens de camoufler une planète entière ! ».